# Аргансон
Аргансо́н (фр. Argançon) — коммуна во Франции, находится в регионе Шампань — Арденны. Департамент — Об. Входит в состав кантона Вандёвр-сюр-Барс. Округ коммуны — Бар-сюр-Об.
Код INSEE коммуны — 10008.
Коммуна расположена приблизительно в 180 км к востоку от Парижа, в 85 км южнее Шалон-ан-Шампани, в 40 км к востоку от Труа.

## Население
Население коммуны на 2008 год составляло 104 человека.
| 1962 | 1968 | 1975 | 1982 | 1990 | 1999 | 2008 |
| ---- | ---- | ---- | ---- | ---- | ---- | ---- |
| 127  | 130  | 135  | 118  | 117  | 113  | 104  |

## Экономика
В 2007 году среди 72 человек в трудоспособном возрасте (15—64 лет) 53 были экономически активными, 19 — неактивными (показатель активности — 73,6 %, в 1999 году было 63,2 %). Из 53 активных работали 51 человек (28 мужчин и 23 женщины), безработных было 2 (2 мужчины и 0 женщин). Среди 19 неактивных 9 человек были учениками или студентами, 6 — пенсионерами, 4 были неактивными по другим причинам.

## Фотогалерея
- Церковь Св. Петра в оковах
- Церковь Св. Петра в оковах
- Карта коммуны